# Filosofia da linguagem de John Searle
John Searle, um dos mais reconhecidos pensadores da filosofia da linguagem, relaciona força, significação e mente ao conceito de intencionalidade. Sua filosofia, de forma concisa, apresenta conceitos centrais, ressaltando que entende a linguagem humana como uma extensão das capacidades pré-linguísticas de outras espécies de animais. Searle, além de críticas a outros filósofos, abre novas possibilidades de desenvolvimento de alguns dos temas pertinentes à filosofia da linguagem no cenário contemporâneo, as teorias que formam a base da multifacetada produção de Searle. Em seu trabalho, ele também pretende contribuir para uma compreensão mais aprofundada das questões centrais da Filosofia da Linguagem, que, segundo ele, foi o ramo da Filosofia que recebeu as maiores contribuições nos últimos 100 a 125 anos.

## Atos de Fala
A Teoria dos Atos de Fala surgiu no interior da Filosofia da Linguagem, no início dos anos sessenta, tendo sido, posteriormente apropriada pela Pragmática. Filósofos da Escola Analítica de Oxford, tendo como pioneiro o inglês John Langshaw Austin, seguido por John Searle e outros, entendiam a linguagem como uma forma de ação ("todo dizer é um fazer"). Passaram, então, a refletir sobre os diversos tipos de ações humanas que se realizam através da linguagem: os "atos de fala", (em inglês, "Speech acts").  A Teoria dos Atos de Fala tem por base doze conferências proferidas por Austin na Universidade de Harvard, EUA, em 1955, e publicadas postumamente, em 1962, no livro How to do Things with words. O título da obra resume claramente a ideia principal defendida por Austin: dizer é transmitir informações, mas é também (e sobretudo) uma forma de agir sobre o interlocutor e sobre o mundo circundante.
Até então, os lingüistas e os filósofos, de modo geral, pensavam que as afirmações serviam apenas para descrever um estado de coisas, e, portanto, eram verdadeiras ou falsas. Austin põe em xeque essa visão descritiva da língua, mostrando que certas afirmações não servem para descrever nada, mas sim para realizar ações.
Searle concorda com Austin e ataca o conceito representativo e referencial da linguagem criado por Frege. Searle afirma que a filosofia da linguagem foi inventada por Frege. Frege defendeu uma teoria da referência na qual uma expressão tem sua referênciade determinada pelo sentido ou modo de apresentação, que foi revista por Bertrand Russell que criou uma teoria da referência direta para responder as conclusões Frege. Searle diz que todas as teorias e propostas na filosofia da linguagem  hoje, são apenas tentativas de responder às perguntas propostas por Frege. Ele afirma que a questão mais geral da filosofia da linguagem é: 
"Como exatamente a linguagem se relaciona com a realidade?  Como é possível, uma vez que tudo o que sai da minha boca é um conjunto rajadas acústicas, que estes sons se tenham significados? O que é exatamente significado? O que é para um orador para dizer algo e significar algo pelo que ele diz? Qual é o significado das palavras em uma língua, onde as palavras têm um significado convencional?". John Searle AN INTERVIEW WITH JOHN SEARLE
Searle apoia que não existe uma linha divisória nítida entre a filosofia da linguagem e lingüística, mas a filosofia da linguagem lida com fatos empíricos, e geralmente o objetivo é chegar a certas características universais subjacentes de significado, comunicação e, especialmente, para analisar a estrutura lógica de referência, verdade necessária, atos de fala, etc, e essas análises não são dadas por apenas analisando o
fatos empíricos sobre esta ou aquela linguagem particular.  A razão pela qual a filosofia da linguagem não é tão central hoje, diz Searle, é que muitos filósofos, eu por exemplo, viemos a crer que a filosofia da linguagem é ela própria dependente de resultados na filosofia da mente.
A linguagem é uma extensão das capacidades biologicamente mais fundamentais da mente humana.

## Ato ilocucionário & Ato da fala
Inicialmente, Austin (1962) distinguiu dois tipos de enunciados: os constativos e os performativos:
- enunciados constativos são aqueles que descrevem ou relatam um estado de coisas, e que, por isso, se submetem ao critério de verificabilidade, isto é, podem ser rotulados de verdadeiros ou falsos. Na prática, são os enunciados comummente denominados de afirmações, descrições ou relatos, como Eu jogo futebol ; A Terra gira em torno do sol; A mosca caiu na sopa, etc.;
- enunciados performativos são enunciados que não descrevem, não relatam, nem constatam absolutamente nada, e, portanto, não se submetem ao critério de verificabilidade (não são falsos nem verdadeiros). Mais precisamente, são enunciados que, quando proferidos na primeira pessoa do singular do presente do indicativo, na forma afirmativa e na voz ativa, realizam uma ação (daí o termo performativo: o verbo inglês "to perform" significa realizar). Eis alguns exemplos: Eu te batizo em nome do Pai, do Filho e do Espírito Santo; Eu te condeno a dez meses de trabalho comunitário; Declaro aberta a sessão; Ordeno que você saia; Eu te perdoo. Tais enunciados, no exato momento em que são proferidos, realizam a ação denotada pelo verbo; não servem para descrever nada, mas sim para executar atos (ato de batizar, condenar, perdoar, abrir uma sessão, etc.). Nesse sentido, dizer algo é fazer algo. Com efeito, dizer, por exemplo, Declaro aberta a sessão não é informar sobre a abertura da sessão, é abrir a sessão. São os enunciados performativos que constituem o maior foco de interesse de Austin.

É preciso observar, no entanto, que o simples fato de proferir um enunciado performativo não garante a sua realização. Para que um enunciado performativo seja bem-sucedido, ou seja, para que a ação por ele designada seja de fato realizada, é preciso, ainda, que as circunstâncias sejam adequadas. Um enunciado performativo pronunciado em circunstâncias inadequadas não é falso, mas sim nulo, sem efeito: ele simplesmente fracassa. Assim, por exemplo, se um faxineiro (e não o presidente da câmara) diz Declaro aberta a sessão, o performativo não se realiza (isto é, a sessão não se abre), porque o faxineiro não tem poder ou autoridade para abrir a sessão. 0 enunciado é, portanto, nulo, sem efeito (ou, nas palavras de Austin, "infeliz").
Aos critérios que precisam ser satisfeitos para que um enunciado performativo seja bem-sucedido, Austin denominou "condições de felicidade”. As principais são:
- falante deve ter autoridade para executar o ato (como no exemplo do parágrafo anterior);
- as circunstâncias em que as palavras são proferidas devem ser apropriadas (se o presidente da câmara declara aberta a sessão, sozinho, em sua casa, o performativo não se realiza, porque não está sendo enunciado nas circunstâncias apropriadas);[8]

Posteriormente, ao tentar fixar um critério gramatical para os enunciados performativos (inicialmente, o critério verbo na primeira pessoa do singular do presente do indicativo etc.), Austin esbarra em muitos problemas, pois constata, entre outras coisas, que:
1. nem todo enunciado performativo tem verbo na primeira pessoa do singular do presente do indicativo na forma afirmativa e na voz ativa. Eis alguns exemplos:
Proibido fumar; Vocês estão autorizados a sair; Todos os funcionários estão convidados para a reunião de hoje. Nesses exemplos, os atos de proibição, autorização e convite se realizam sem o emprego de proíbo, autorizo e convido;
2. nem todo enunciado na primeira pessoa do singular do presente do indicativo na forma afirmativa e na voz ativa é performativo. Eis alguns exemplos: Eu jogo futebol; Eu corro; Eu estudo inglês. Nesses exemplos, os atos de jogar futebol, correr e estudar inglês não se realizam ao se enunciar tais sentenças.
Apesar disso, Austin não abandona, logo de início, a ideia de encontrar um critério gramatical para definir os enunciados performativos, mas parece que acaba encontrando mais problemas do que soluções. Um deles é a constatação de que pode haver enunciados performativos sem nenhuma palavra relacionada ao ato que executam. É o caso, por exemplo, de enunciados como "Curva perigosa" e "Virei amanhã", que podem equivaler, respectivamente, a Eu te advirto que "a curva é perigosa" e "Eu prometo que virei amanhã". É o caso também dos imperativos, como Feche a porta, cuja performatividade pode ser explicitada em Eu ordeno que você feche a porta.
A partir dessa distinção, Austin constata que a denominação performativo primário também se aplica aos enunciados constativos, e acaba admitindo que a distinção constativo-performativo se desfaz, já que é possível transformar qualquer enunciado constativo em performativo, bastando antecedê-lo de verbos como declarar, afirmar, dizer, etc. Por exemplo– [Eu afirmo que] A mosca caiu na sopa; [Eu digo que]vai chover; [Eu afirmo que]A terra é redonda, etc.
Ao concluir que todos os enunciados são performativos (porque, no momento em que são enunciados, realizam algum tipo de ação), Austin retoma o problema em novas bases, e identifica três atos simultâneos que se realizam em cada enunciado: o locucionário, o ilocucionário e o perlocucionário:
Austin, então, postula que todo ato de fala é ao mesmo tempo locucionário, ilocucionário e perlocucionário. Assim, quando se enuncia a frase Eu prometo que estarei em casa hoje à noite, há o ato de enunciar cada elemento linguístico que compõe a frase. É o ato locucionário. Paralelamente, no momento em que se enuncia essa frase, realiza-se o ato de promessa. É o ato ilocucionário: o ato que se realiza na linguagem. Quando se enuncia essa frase, o resultado pode ser de ameaça, de agrado ou de desagrado. Trata-se do ato perlocucionário: um ato que não se realiza na linguagem, mas pela linguagem.
Todas essas noções são retomadas e sistematizadas por John Searle, primeiramente em Speech actos (1969) e depois em Expression and meaning (1979).
Atos da Fala, o trabalho mais antigo de Searle (Cambridge 1969), o qual deu-lhe uma estável reputação, foi sobre os atos da fala.

Seria preciso fazer a distinção entre a "força ilocucionária" e "conteúdo proposicional" de uma declaração?

Essa publicação revolucionou o modo como pensamos sobre atos comunicativos normais, tais como afirmar, solicitar, e prometer, revelando uma complexidade subjacente que mudou fundamentalmente nossa compreensão de como o conteúdo semântico e força de um enunciado interagem com fatores cognitivos, sociais e contextuais. O livro, Atos da Fala,tentou sintetizar ideias de muitos colegas, entre eles J.L. Austin (the term "illocutionary act"), Ludwig Wittgenstein, G.C.J. Midgley (a distinção entre regras constitutivas e regulativas), e sua própria tese, em Atos de Fala, dizendo que tais atos são constituídos por regras de linguagem.
Ele também se inspirou na obra de P.F. Strawson, John Rawls, e H. Paul Grice (a análise do significado como uma tentativa de ser compreendido), Hare e Stenius (a distinção, sobre o significado, entre a força ilocucionária e conteúdo proposicional), e William P. Alston, que defendia que significado da sentença consiste em conjuntos de regras regulativas exigindo o orador para realizar o ato ilocucionário indicado pela sentença, e que tais atos envolvem a emissão de uma sentença que (a) indica que um executa o ato, (b) significa o que se diz, e (c) endereça a uma audiência na vizinhança. O critério de demarcação entre ilocuções e perlocuções fica mais claramente estabelecido com Searle:
" O conhecimento [por parte do ouvinte] é simplesmente sua compreensão do que foi dito, não é nenhuma resposta ou efeito adicionais (...) O efeito sobre o ouvinte não é nem uma crença nem uma resposta. Consiste simplesmente na compreensão. " John Searle Speech Acts, página 54.
Este passou a ser o critério de demarcação que temos chamado de ortodoxo para a teoria dos atos da fala. O ato ilocucionário só inclui a "resposta" cognitiva mínima do ouvinte: a compreensão. Qualquer outro efeito sobre o ouvinte que um ato de fala possa ter é um efeito perlocucionário, e ele não é levado em consideração ao nível da teoria do significado.  
Em seu livro Os atos de fala: um ensaio de filosofia da linguagem (1969), Searle propõe a combinar todos esses elementos para dar conta dos chamados "atos ilocucionários", que J.L. Austin tinha introduzido em "Como Fazer Coisas com palavras" How To Do Things with Words.  Searle distingue cinco grandes categorias de atos de linguagem:

1. os representativos (mostram a crença do locutor quanto à verdade de uma proposição: afirmar, asseverar, dizer);
2. os diretivos (tentam levar o alocutário a fazer algo: ordenar, pedir, mandar);
3. os comissivos (comprometem o locutor com uma ação futura: prometer, garantir);
4. os expressivos (expressam sentimentos: desculpar, agradecer, dar boas vindas);
5. e os declarativos (produzem uma situação externa nova: batizar, demitir, condenar).

e resume os pontos essenciais de sua concepção acerca da linguagem, apontando ainda para o que ele considera como as implicações mais importantes de tal abordagem.

Apesar de sua intenção anunciada (1969, 54)  para apresentar uma "análise completa do ato ilocucionário ", Searle, na verdade não dá uma análise. Em vez disso, ele fornece uma análise de, supostamente, um protótipo do ato ilocucionário de prometer, e oferece um conjunto de regras semânticas com a intenção de representar o significado linguístico de dispositivos indicando (supostamente) adicionais tipos de atos ilocucionários (1969, 57-71).
Dentre os conceitos apresentados no livro 'Speech Acts', um deles é a distinção entre a "força ilocucionária" e "conteúdo proposicional" de uma declaração. Searle não define precisamente o primeiro, como tal, mas introduz várias forças ilocucionários possíveis apresentando exemplos. De acordo com Searle, as frases:

1.  Que Sam fume regularmente!

Cada frase indica o mesmo conteúdo proposicional (Sam fuma regularmente), mas diferem na força ilocucionária indicada (uma declaração, uma pergunta, um comando, e uma expressão de desejo, respectivamente) (1969, 22).  Searle propõe uma nova classificação dos Atos de Fala, a partir das regras que os enunciados cumprem, distinguindo os assertivos (as afirmações), os diretivos (as ordens), os comissivos (as promessas), os expressivos (as felicitações), os declarativos (declarar aberta ou encerrada a sessão).

## Condições de satisfação
A teoria dos Atos de Fala foi enriquecida com o contributo dos processos de inferência por implicitação (implicature) formulados nomeadamente por Paul Grice De acordo com um relato posterior que Searle apresenta em "Intentionality" (1983) e que difere em aspectos importantes daquele sugerido em 'Atos de Fala'; os atos ilocucionários são caracterizados pelas suas condições de satisfação (como a ideia adotada com base no trabalho de Strawson, "Significado e Verdade", publicado em 1971) e uma direção de ajuste.

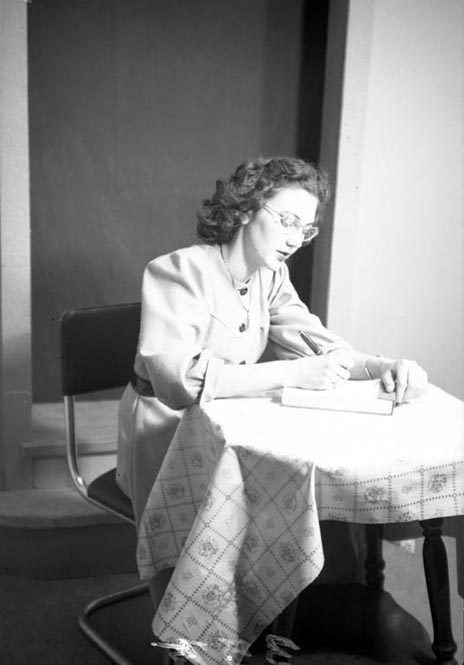
Poderia se modificar a realidade simplesmente corrigindo a lista de compras de sua esposa?

Por exemplo, na afirmação "João comprou duas barras de chocolate" é satisfeita se e somente se ela é verdade, ou seja, somente se João comprou duas barras de chocolate. Por outro lado, o comando "João, compre duas barras de chocolate" é satisfeita se e somente se, João executa a ação de comprar de duas barras de chocolate.
Searle refere-se a primeira como tendo uma direção de ajuste de "palavra-ao-mundo", uma vez que as palavras são supostamente ajustadas para representar fielmente o mundo, e no segundo caso como tendo o sentido de ajuste de "mundo-para-palavra", desde que o mundo é que muda para se ajustar ao significado da palavra. (Há também o sentido "duplo de ajuste direcional", onde a relação vai nos dois sentidos, e a também a direção "nula de ajuste" ou de "zero ajuste", em que o sentido vai em nenhuma direção, porque o conteúdo proposicional da palavra é pressuposto, como na frase "Me desculpe, eu comi as duas barras de chocolate do João").  Em "Foundations of Illocutionary Logic"  de 1985, Searle usa proeminente a noção do "ponto ilocucionário". (Embora Searle não menciona usos anteriores desse conceito, ele se origina a partir do artigo de Sesonske "Performatives"). 
Segundo Searle, os atos ilocucionários com propósito declaratório têm esse duplo ajuste e atos ilocucionários têm direção de ajuste nula.
Em síntese, Searle diz, que há quatro e tão-somente quatro direções de ajuste:
- direção de ajuste palavra-mundo — a proposição tem de corresponder a um independente estado de coisas no mundo, são seus exemplos relatos, descrições, hipóteses, predições, promessas;
- direção de ajuste mundo-palavra — o mundo é alterado para se ajustar ao conteúdo da proposição, sendo seus exemplos ordens, comandos, súplicas, pedidos;
- direção de ajuste dupla — o mundo é alterado para se ajustar ao conteúdo proposicional que por sua vez representa o mundo como sendo alterado, são seu exemplo declarações;
- direção de ajuste nula —  não há intenção de realizar nenhum ajuste porque o propósito  do ato é simplesmente expressar a atitude do falante em relação ao estado de coisas representado pela proposição ou suspender a relação entre linguagem e  realidade, em comum acordo com o ouvinte. Exemplos dessa direção são as expressões de felicidade ou de raiva, ou as ficções.[26][27]

Um exemplo constantemente citado por Searle foi escrito por Elizabeth Anscombe:

  "Suponhamos que um homem vá ao supermercado com uma lista de compras feito por sua esposa, onde  estão escritas as palavras "feijão, manteiga, toucinho e pão". Suponhamos que, enquanto anda pelo supermercado com seu carrinho, selecionando esses itens, seja seguido por um detetive, que anota tudo que ele pega. Ao saírem da loja, comprador e detetive terão suas listas idênticas.
No entanto, que a função das duas listas será bem diferente. No caso do comprador, o propósito da lista é, por assim dizer, levar o mundo a corresponder às palavras; ele deve fazer com que a lista se ajuste às ações do comprador."   Elizabeth Anscombe

Isso também pode ser demonstrado, aponta Searle, através da observação do papel do “erro” nos dois casos.
Se o detetive chegar em casa e  de repente se der conta de que o homem comprou costeletas de porco em vez de comprar  toucinho, poderá  simplesmente apagar a palavra “toucinho” e escrever “costeletas de porco”.
Entretanto, se o comprador chegar em casa e a esposa lhe chamar  a atenção para o fato de ter comprado costeletas de porco em vez de toucinho, ele não poderá corrigir o erro apagando “toucinho” da lista e nela escrevendo “costeletas de porco”. Nesse exemplo, Searle demonstra que ambas as listas são o conteúdo proposicional, porém, de diferentes atos ilocucionários.  A forma pela qual esse conteúdo se relacionará com a realidade dependerá da força ilocucionária, e a diferença  é quanto à direção-de-ajuste. A lista do detetive tem a direção-de-ajuste palavra-ao-mundo, e a  lista do comprador tem a direção-de-ajuste mundo-a-palavra.

### Cenário e Rede
Em Intencionalidade: Um Ensaio de Filosofia da Mente (1983), professor Searle estabelece a aplicação de certos elementos de sua compreensão dos "atos ilocucionários" para a investigação da Intencionalidade. Searle também introduz um termo técnico, o "Cenário" (segundo plano ou pano de fundo), que, segundo ele, tem sido fonte de muita discussão filosófica.

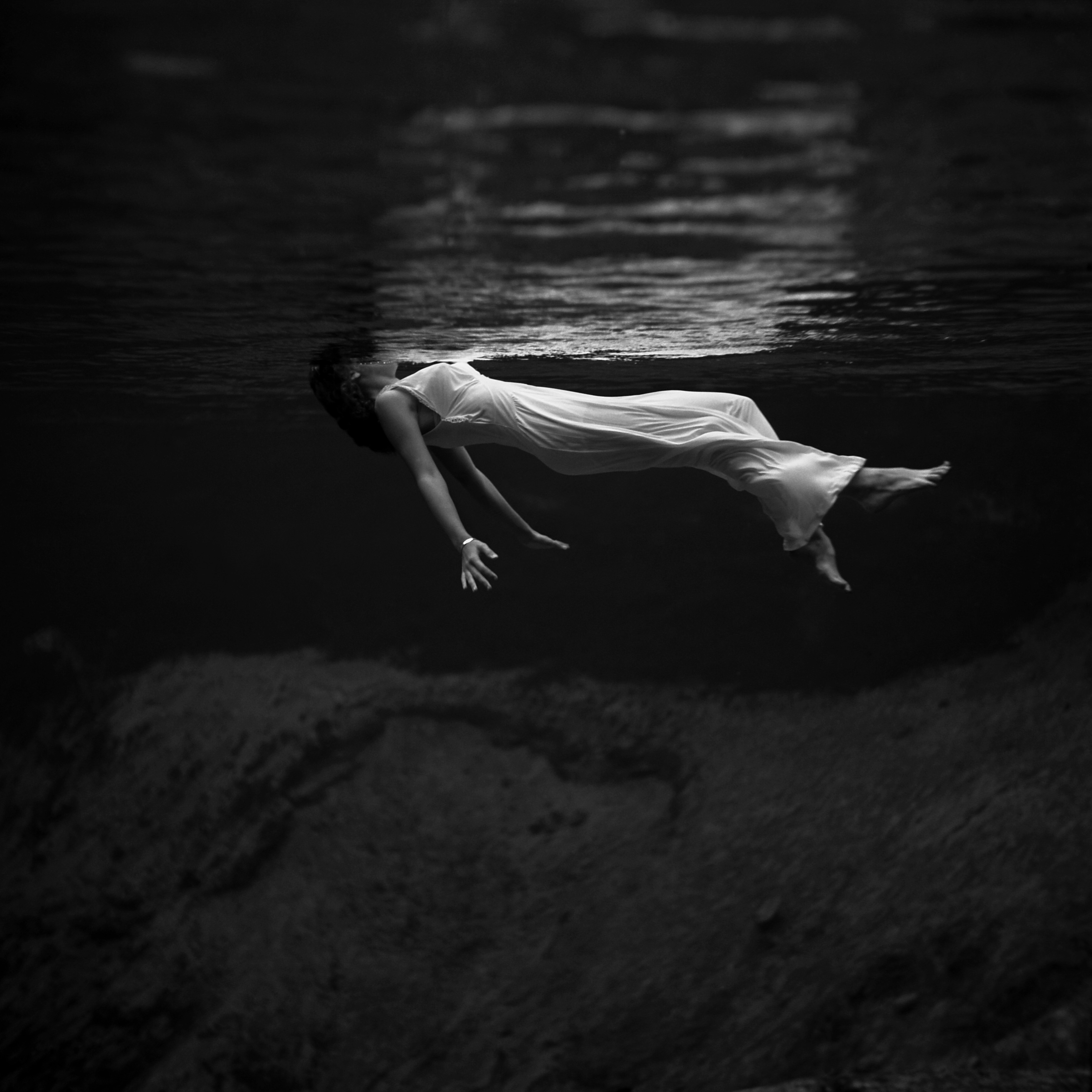
O que está no cenário está implícito e não explícito. Ele tende a estar sempre atrás de outras coisas que tendem a, de alguma forma, esconder o que está lá

Searle diz: "Embora eu venha defendendo essa tese há quase vinte anos, muitos pessoas, cujas opiniões eu respeito, ainda discordam de mim sobre isso.". Ele define "Cenário" como um conjunto de habilidades, capacidades, tendências e disposições que os humanos têm e que não são nelas mesmas estados intencionais. Assim, quando alguém nos pede para "cortar o bolo" sabemos que devemos usar uma faca e quando alguém nos pede para "cortar a grama" sabemos que devemos usar um cortador de grama (e não o contrário), mesmo que o pedido em si não inclua este detalhe. Searle, às vezes, suplementa a sua referência ao cenário com o conceito de "Rede", que é o conjunto da rede de outras crenças, desejos e outros estados intencionais necessários para qualquer estado intencional em particular poder fazer sentido. Searle argumenta que o seu conceito de  Cenário é semelhante aos conceitos fornecidos por vários outros pensadores, incluindo o argumento de linguagem privada em Investigações Filosóficas de Wittgenstein ("a obra da fase final de Wittgenstein é em grande parte, sobre o Cenário") e em Habitus de Bourdieu.

 "...os nossos estados mentais só funcionam do modo como funcionam, porque funcionam em frente a um cenário de capacidades, competências, habilidades, hábitos, maneiras de fazer coisas e atitudes gerais perante o Mundo que, em si mesmas, não consistem em estados intencionais." John Searle Intentionality: An Essay in the Philosophy of Mind  
Searle nos da um outro exemplo: Quando ele vai à universidade, é mais que mera opinião que haverá um chão para que ele possa andar ou para que o ônibus possa seguir sua trajetória até a universidade. Seria absurdo (ou não?) se todos os dias nós acordássemos e começássemos a nos questionar se haverá alguém com o qual possamos nos comunicar, ou, se haverá mesmo um chão para que possamos caminhar?   Em outras palavras, as posições-padrão são anteriores à teoria, às opiniões, às hipóteses de trabalho, por não precisarem ser justificadas. Muito pelo contrário, para fazermos um ataque as posições-padrão faz-se necessário “um esforço consciente e um argumento convincente” 
Algumas das posições-padrão para Searle são:
- Há um mundo real que existe independente de nós, independente de nossas experiências, pensamentos, linguagem.
- A causalidade é uma relação real entre objetos e estados de coisas do mundo, uma relação pela qual um fenômeno, a causa, provoca o outro, o efeito. John Searle Mind: A Brief Introduction [41]

Para Searle, esse conjunto de competências chamado de Cenário ou Pano de Fundo, mais tecnicamente "Background", o ' pano de fundo da intencionalidade', capacita ao agente de uma ação ter intenções, crenças, desejos, etc., mas não são intencionais. Por exemplo, Searle coloca que o agente só pode costurar se ele é capaz de costurar ou tem a crença de que pode aprender (tornar-se capaz) a costurar. Ele tem intenção de ir ao museu de artes visuais se acredita que pode efetivamente ver, mas a capacidade de enxergar não é intencional, nem depende simplesmente dos seus olhos – por causa de um acidente cerebral, ele pode ter olhos intactos, mas pode ficar cego. Ele não pode, também, querer sair da cadeira – a qual esta sentado – voando, pois ele não tem essa capacidade, apesar do agente poder imaginar que seria bom ter essa capacidade para que ele possa sair voando – especialmente quando ele está cansado. As capacidades de Background do agente da ação têm valor de sobrevivência. A pessoa que tenha a verdadeira intenção de voar, pois se acha capaz de fazê-lo, provavelmente não viverá muito tempo: ela um dia estará no alto de um prédio e vai acreditar que é capaz de voar pela janela.

"A rede inteira da intencionalidade só funciona sobre um fundo de capacidades humanas que em si mesmas não são estados mentais." John Searle Intencionalidade (1983)  
A intencionalidade da consciência e as  decisões racionais funcionam, para Searle, apenas dentro de uma “Rede” de intencionalidades que dá a elas suporte. Assim, se, por exemplo, você deseja muito ir para festa e, então, pega um taxi, isso significa que você escolheu algumas intencionalidades dentro de um número infinito de outras, que você acredita que o taxi é um tipo de meio de transporte que pode levá-lo(a) para a festa; significa também que você acredita que existe uma festa e, além de saber onde ela fica, você se sente capaz de explicar o caminho ao motorista, a assim por diante. A Rede, por sua vez funciona apenas com o suporte do Cenário ou "Background".
Searle defende a tese de que essas explicações de sentido comum da conduta humana não seriam ultrapassadas ou subtraídas por explicações “supostamente científicas”. Isso porque os princípios que delineamos não descrevem o fenômeno, mas constituem, em parte, o fenômeno. Searle continua mantendo suas convicções sobre a importância da consciência (da subjetividade imanente às questões mentais) e das explicações mentalísticas de sentido comum.

## Searle versus Kripke
Saul Kripke defendeu a teoria da referência direta quando aplicada a nomes próprios que se tornou popular por Gottlob Frege, Bertrand Russell, e PF Strawson, mas ele ataca a teoria descritivista dos nomes próprios. Para Kripke, os nomes próprios são "designadores rígidos", no sentido de que eles designam os mesmos indivíduos em todos os mundos possíveis. No entanto, em sua opinião, o que é uma teoria dos nomes deve explicar, em primeiro lugar, não é como referência acaba fixada em todos os mundos possíveis, mas como referência se fixa no nosso mundo real Kripke afirma que os nomes próprios não têm qualquer "sentido", porque os sentidos só oferecem fatos contingentes sobre as coisas.

Kripke propõe uma visão mais precisa de como conseguir nomes de referência a objetos em "Naming and Necessity"

Kripke propõe vários exemplos que apontam deficiências na teoria descritivista, bem como uma visão mais precisa de como conseguir nomes de referência a objetos As críticas oferecidas por Kripke foram publicadas em "Naming and Necessity" e a resposta de Searle em "Intencionalidade".
A teoria descritivista dos nomes próprios é  basicamente aceita por John Searle, que desenvolveu sua teoria pela primeira vez no contexto de uma teoria de atos da fala e, em seguida, em uma teoria mais geral da intencionalidade da mente, parte dessa teoria foi apresentada por Searle no livro  Atos da fala No capítulo 7 de Atos de Fala, Searle conta a história básica e as questões associados com o que veio a ser chamada de teoria da descrição de nomes próprios. Ele apresenta um relato modificado de referência ao nome próprio, no contexto de sua consideração mais geral de referência como ato da fal, que ele argumenta é capaz de lidar com as problemas que surgiram para as versões iniciais de Fregee e Russell, e reter o poder explicativo dessas apresentações e ser capazes de solucionar certos enigmas sobre a referência.  A teoria da descrição, tal como formulado por Frege e Russell, diz Searle, que elas caem em dois problemas.
Searle deseja na sua consideração manter as vantagens da teoria descritiva e ao mesmo tempo responder a dois problemas, expressando a teoria inteira no contexto de sua avaliação mais geralizada de referência como um ato de fala. Uma vez que a teoria descritiva de referência nome próprio sustenta que os nomes próprios têm significados (sentidos) de algum tipo, em oposição a Mill . A consideração de Mill cai em problemas ao longo de três linhas gerais, os quais são observados por ambos Searle e Kripke, e uma vez que a teoria descritiva Frege tem como consequência que uma sentença pode adiantar que a descrição do nome é analítica e assim necessariamente verdadeira, Searle começa por colocar a questão: "Há algum proposições onde o sujeito é um nome próprio e o predicado de uma expressão analítica descritiva?'
Para Searle, os nomes próprios têm algum tipo de significado ou sentido, e este significado é descritivo e, ainda, exclusivamente de natureza descritiva. A fim de fazer justiça a esse fato, evitando os problemas de equivalência de definição e de diferentes oradores associando significados diferentes com o mesmo nome, Searle propõe uma "teoria de cluster"' de significado para os nomes próprios. Seale afirma que a sua explicação é capaz de explicar o fato de que diferentes oradores associarem diferentes descrições de identificação com o mesmo nome, e a objeção com base na equivalência de definição e analiticidade, a resposta de Searle para este problema em Os actos de fala e em Expressão e Significado: Estudos da teoria dos Atos da Fala.
A maior parte das críticas de Kripke direcionam especificamente a teoria descritivista de cluster de referência desenvolvida por Searle. A argumentação modal de Kripkee é essencialmente a mesma que os argumentos que o próprio Searle considerou contra interpretar descrições de identificação como equivalentes de definição para ou como analiticamente contidos em nomes próprios Uma vez que nomes próprios designam rigidamente e descrições definidas não fazem isso, os nomes próprios não podem substituir  ou expressar descrições definidas, porque aí eles não seriam designadores rígidoss. Assim, "Moisés não existe"  e "O homem que conduziu os israelitas do Egito não existe" podem ser materialmente equivalente no mundo real, mas elas não são sinônimos, e por isso a segunda não é uma análise da primeira que resolve o problema de referência aparente para um indivíduo não-existente.
Kripke cria contra-exemplos à Teoria de cluster para mostrar em cada caso que alguma condição de que a teoria de cluster de Searle mantém é necessário para referência de sucesso, na verdade não é. Kripke afirma que o cluster da pessoa comum incluirá pouco mais do que descrições como "o famoso físico", mas não é o suficiente para identificar ninguém, e entanto quando o indivíduo usa o nome 'Feynman' ou 'Einstein', ele consegue se referir ao objeto. No início da segunda Palestra, Kripke formula uma lista de quatro condições para a característica bem-sucedida de referência do ponto de vista do cluster. Portanto, de acordo com as condições de Kripke, não é uma condição necessária para a referência de sucesso que o usuário da língua acredite que ele é capaz de identificar de forma única o que ele está se referindo ao fazer uso de descrições, nem é uma condição necessária para a referência de sucesso que o próprio cluster realmente especifique um único indivíduo de forma descritiva. Segundo, Kripke afirma que o conjunto de descrições associadas com um nome poderia especificar exclusivamente um indivíduo, e ainda o nome poderia se referir a algum outro indivíduo
. Por exemplo, suponha que o verdadeiro autor das provas de incompletude não foi Gödel, mas alguém chamado 'Schmidt'. Assim, todas as descrições do cluster de quem fala não são verdadeiras sobre Gödel, mas a respeito de Schmidt.  Kripke afirma que, em tal caso, o orador está na verdade se referindo a Gödel quando ele pronuncia 'Gödel' e não para Schmidt, portanto, uma das quatro condições não é uma condição suficiente para uma referência de sucesso na parte em que ela não pode ser satisfeita em casos em que o nome não faz referência ao indivíduo que o nome tenta referir.

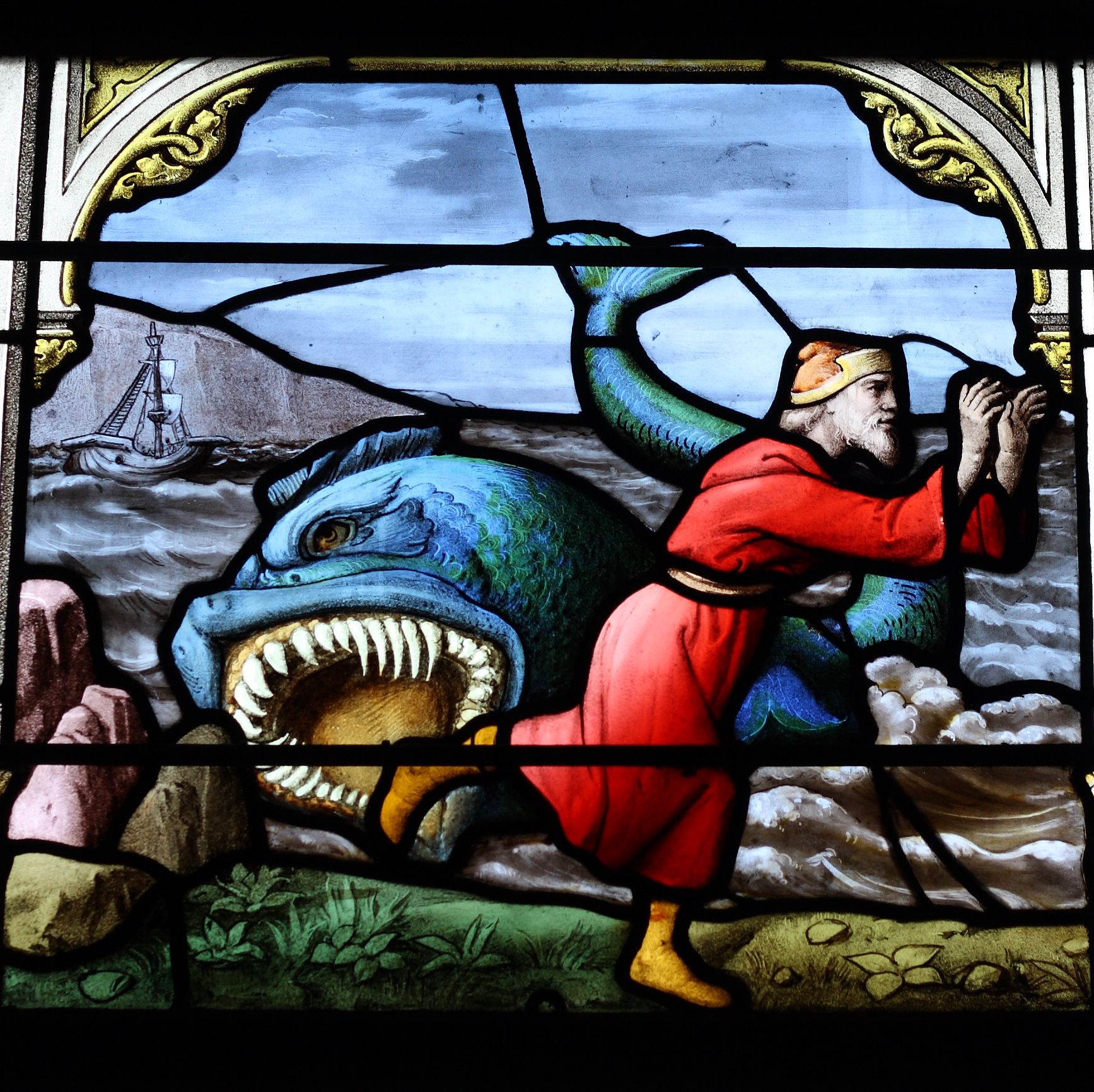
Quando expressamos a palavra Jonas, estamos realmente nos referindo a Jonas?

Uma objeção final oferecida por Kripke é dirigida a quase todas as condições, basicamente, é que a maior parte ou toda a informação descritiva associada com um dado nome pode ser falsa sobre o indivíduo, e ainda sim uma utilização do nome pode ter sucesso em referir
.
Um exemplo é Jonas. Kripke afirma que, enquanto os estudiosos da Bíblia acreditam que houve realmente uma pessoa chamada 'Jonas', eles também acreditam que todos os fatos particulares contados sobre ele em "O Livro de Jonas" são de fato falsos. Aqui está um caso em que o apoio descritivo que um orador pode ter para o nome não, não é só verdade para Jonas, mas não é verdade sobre ninguém e apesar disso, Kripke argumenta, quando nós expressamos 'Jonas', estamos nos referindo a Jonas, então a teoria descrição deve ser falsa.
Searle responde à ambas as linhas de críticas iniciadas por Kripke no Capítulo 9 de "Intencionalidade".
Searle responde ao argumento modal de Kripke ao longo de duas linhas de defesa que sugerem que ele está disposto a aceitar a teoria de descrição como uma teoria do significado dos nomes, mas negam que esta deve ter as consequências que Kripke sugere. Em primeiro lugar, tendo que Kripke esta sustentando que não há proposições analíticas que contêm um nome próprio como sujeito e uma descrição definida como o predicado, Searle aponta que existem descrições definidas que são rígidas no sentido de Kripke. É a segunda resposta de Searle que é sua mais fundamental e o que parece ser a melhor resposta para argumentos modais para uma teoria descritivista da referência de nomes próprios.
Searle aponta que é perfeitamente possível afirmar que um conjunto de descrições é o significado de um nome próprio, evitando a objeção de Kripke, porque:
"Qualquer descrição definida de qualquer forma pode ser tratada como um designador rígido indexando-o ao mundo real.
Eu posso, por um simples decreto, decidir usar a expressão "O inventor dos óculos bifocais" de tal forma que essa descrição se refere à pessoa real que inventou os óculos bifocais e continua a referir-se a essa mesma pessoa em qualquer mundo possível, mesmo em um mundo possível em que ele não inventou os óculos bifocais"John Searle Intentionality: An Essay in the Philosophy of mind.
Kripke sugeriu que tal visão que iria bloquear a estratégia geral descritivista para resolver os quebra-cabeças tradicionais que fazem referência nome próprio. No entanto, a resposta principal de Searle à crítica modal de Kripke da teoria descritivista parece ser que o conjunto de descrições associados para um nome pode simplesmente ser indexado ao mundo real, tendo nessa consideração pensada por Searle em virtude do funcionamento da rede e cenário, enquanto, ao mesmo tempo, na natureza auto-reflexiva indicial dos atos intencionais na determinação das condições de satisfação para eventos intencionais do uso de um nome ou expressão.

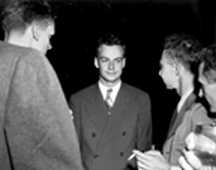
Quem é "o famoso físico"?

Para o contra-exemplo sobre o "fracasso de singularidade" de Kripke envolvendo clusteres associados do orador normal para nomes como "Einstein" ou "Feynman". Searle nos diz (a) que, mesmo nestes casos o orador terá um conjunto mais abrangente de identificar as descrições que Kripke sugere, e (b) que, em tais casos, os oradores podem ter sucesso ao se referir exclusivamente a um indivíduo parasitariamente, incluindo entre suas descrições identificar algo como "O famoso físico referido como e conhecido pela maioria dos membros da minha comunidade linguística como 'Einstein' ". Searle argumenta que não há nada de errado com um orador parasitariamente referindo-se a 'Einstein' ou 'Feynman "ou qualquer outra pessoa. Para o exemplo de Kripke do "erro/falsidade descritiva" envolvendo Gödel e Schmidt, Searle responde que quem está sendo referido dependerá do conteúdo intencional do locutor, e, mais geralmente, na intenção do falante em um determinado caso.
Para a objeção de Kripke baseada em "falsidade descritiva holística", Searle responde que, mesmo em um caso como o de 'Jonas', se houver referência, ela ocorre em virtude da satisfação da maioria ou de uma ponderação da maior parte das descrições em um associado cluster. O cluster pode incluir descrições como "o homem de quem se falsamente foi escrito no Antigo Testamento que ele passou um tempo no estômago de uma baleia", no caso de Jonas.  A resposta de Searle à alegação de que a referência pode ocorrer mesmo se o indivíduo em questão não satisfaz nenhum das descrições identificadores associados é simplesmente que isso é falso, e qualquer pessoa que acredite nisso, ao contrário, simplesmente falhou em ver o associado cluster (conteúdo intencional + condições de satisfação) com o cuidado necessário.
Muitos filosofos concordam que o relato de Searle explica os quebra-cabeças tradicionais para nomes próprios que incluem declarações de identidade informativos e declarações de existência. A teoria de Searle para responder às críticas contra ele por teóricos causais, especialmente os de Saul Kripke, em geral, explica-se bem e é capaz de responder às críticas de Kripke. A principal razão para isso, diz Searle, é a identificação das condições de satisfação para um enunciado de um nome próprio na intencionalidade do locutor com o cluster associado de identificar descrições para aquele nome.
Searle, finalmente, coloca que a sua teoria da referência para nomes será subordinada a uma avaliação da sua teoria mais ampla da mente, juntamente com o fato de que a sua teoria faz justiça à tese intuitivamente plausível de que, para se referir a algo que um indivíduo deve ser capaz de identificar aquela coisa, por isso da a teoria uma boa dose de plausibilidade.